# Place de Miremont
La place de Miremont est une voie de la commune française de Vienne dans le département de l'Isère

## Situation et accès
Elle est située en plein centre du centre-ville de Vienne.

## Origine du nom
Elle porte le nom du militaire et homme politique français Tessière de Miremont (1769-1855).

## Historique
La place de Miremont est née d'un projet délibéré d'urbanisme : la mise en réserve des terrains de l'archevêché, au moment de la vente des Biens nationaux sous la Révolution.
En 1823, le maire Tessières de Miremont fait construire une halle aux grains comportant un rez-de-chaussée et un premier étage auquel on accédait par un vaste escalier établi dans la partie centrale. En 1874, on convertit le rez-de-chaussée transformé en marché couvert.
En 1895, le bâtiment fut surélevé et accueillit la bibliothèque municipale jusqu'en 2010 et le Musée des beaux-arts et d'archéologie de Vienne.